# Begonia morelii
Espèce
Begonia morelii est une espèce de plantes de la famille des Begoniaceae. Ce bégonia est originaire d'Asie tropicale. L'espèce fait partie de la section Reichenheimia. Elle a été décrite en 1975 par Carrie E. Karegeannes, à la suite des travaux de Edgar Irmscher (1887-1968). L'épithète spécifique morelii signifie « de Morel ».

## Répartition géographique
Cette espèce est probablement originaire d'Asie tropicale.